# Embraer EMB-550
Die Embraer EMB-550 (vermarktet als Legacy 500 bzw. Praetor 600) ist ein Geschäftsreiseflugzeug des brasilianischen Herstellers Embraer.

## Geschichte
Das Programm für diesen Flugzeugtyp wurde als MSJ (Mid-Size Jet) gemeinsam mit der kleineren Embraer EMB-545 auf der NBAA-BACE 2007 der Öffentlichkeit vorgestellt, der Programmstart wurde auf der EBACE 2008 angekündigt. Obwohl es sich bei der EMB-550 um einen neuen Typen handelt, wurde der Name Legacy (deutsch Erbe) von der größeren und älteren EMB-135BJ übernommen.
Der Rollout fand am 23. Dezember 2011 in Sao Paulo statt. Der 1:45 Stunden dauernde Erstflug des Prototyps (Luftfahrzeugkennzeichen: PT-ZEX) erfolgte am 27. November 2012 vom Flughafen in São José dos Campos.
Die Zulassung durch die US-amerikanische Luftfahrtbehörde FAA und die brasilianische Luftfahrtbehörde ANAC erfolgte im dritten Quartal 2014, die der EASA erfolgte am 16. Dezember 2014. Die erste Auslieferung erfolgte im Oktober 2014.

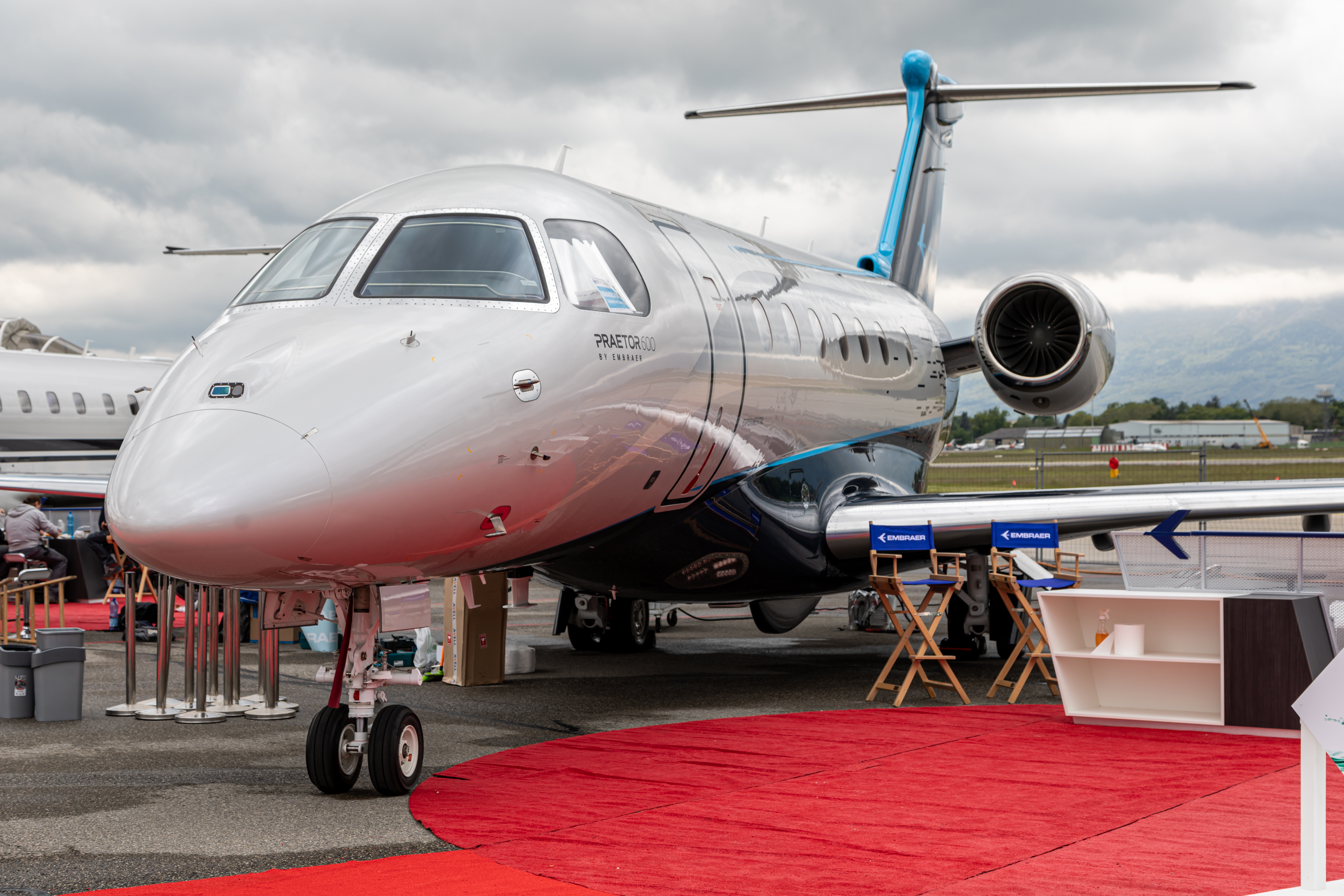
Praetor 600

Die Praetor 600 ist eine modernisierte Variante der Legacy 500 und wurde 2018 vorgestellt. Der Name leitet sich vom lateinischen praetor, für Anführer oder Vorgesetzter, her. Sie wurde im Mai 2019 von ANAC, EASA und FAA zertifiziert und ist seitdem in Serienproduktion. Sie unterscheidet sich von der Legacy-Variante durch neue Winglets, stärkere Triebwerke und größere Tanks, wodurch sich die maximale Reichweite erhöht.

## Konstruktion

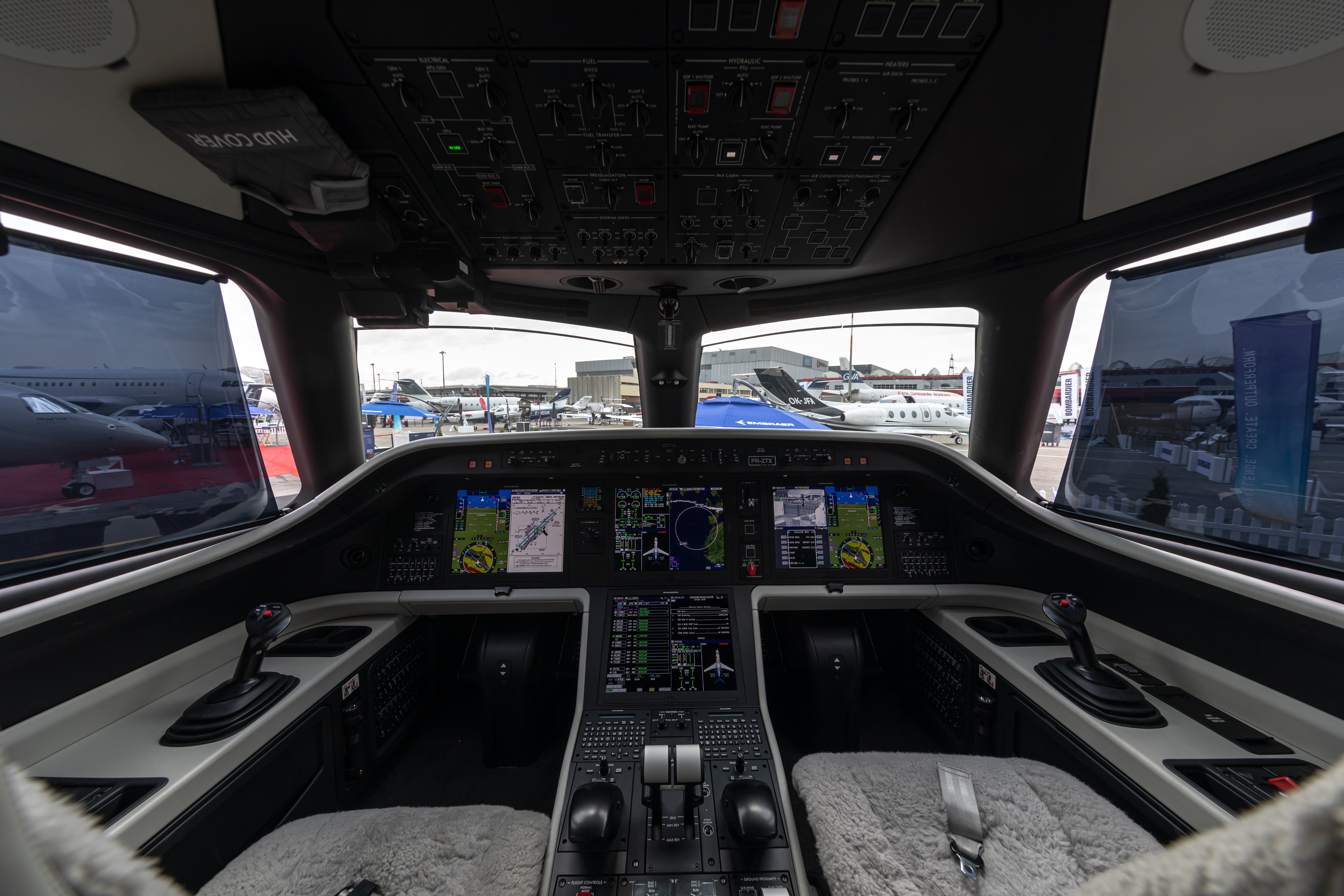
Cockpit mit Sidestick-Steuerung

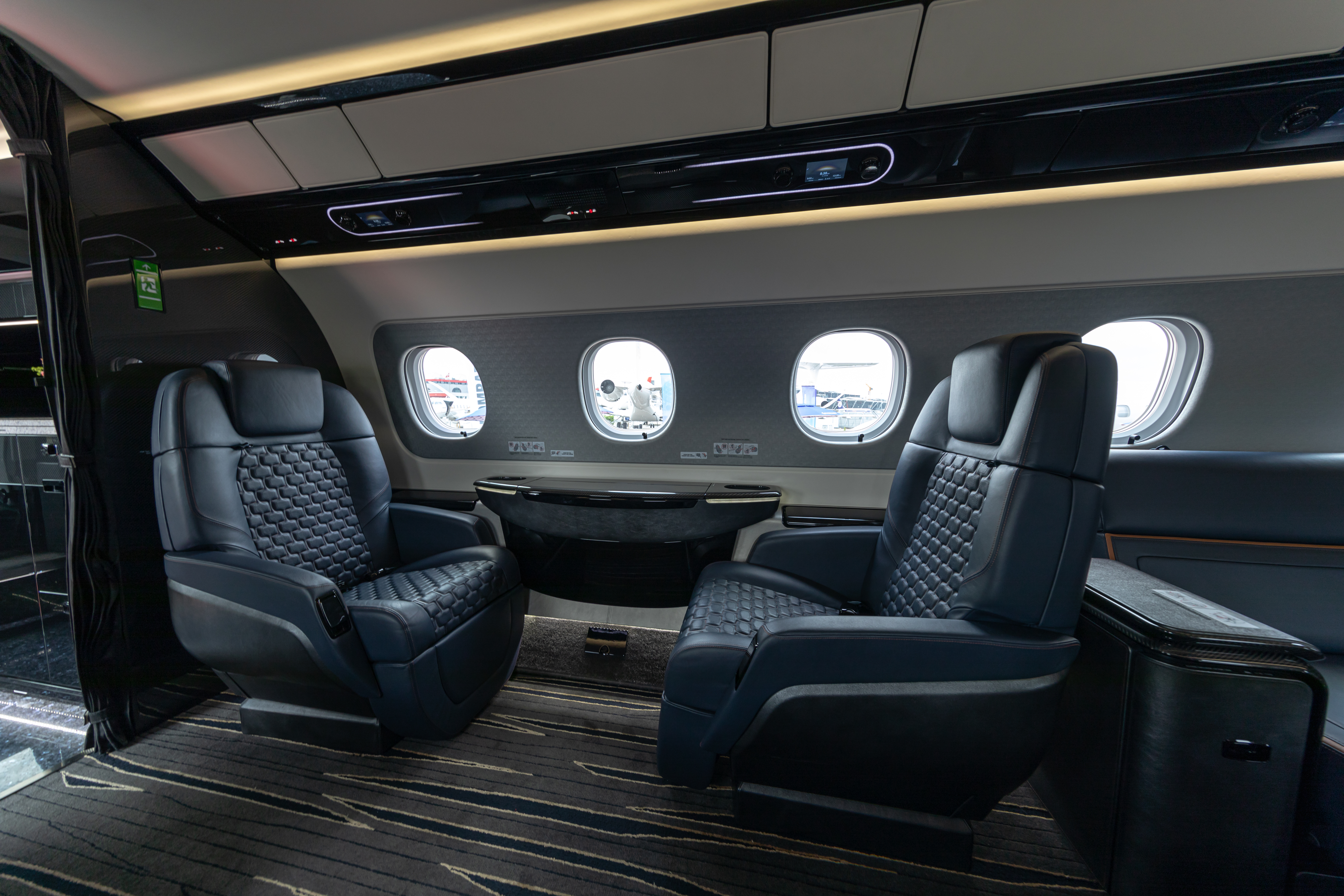
Kabine der Praetor 600

Bei der EMB-550 handelt es sich um eine konventionelle Tiefdecker-Anordnung mit am Rumpf angebrachten Triebwerken, T-Leitwerk, und einziehbarem Bugradfahrwerk. Die Struktur besteht aus Leichtmetall mit Ausnahme des Leitwerks und den Steuerflächen, welche aus Verbundwerkstoffen gefertigt sind. Die Steuerung des Flugzeugs erfolgt vollelektronisch mittels FADEC und Fly-by-Wire, die Avionik wird von Rockwell Collins ausgerüstet. Die Innenausstattung wird von dem österreichischen Flugzeugkomponentenhersteller FACC geliefert. Die Fertigung der Tragflächen erfolgt im portugiesischen Évora in Zusammenarbeit mit der OGMA – Indústria Aeronáutica de Portugal S.A., einer Zulieferfirma im Eigentum von EADS und Embraer.

## Technische Daten
| Version                | Legacy 500                          | Praetor 600                          |
| Kenngröße              | Daten                               | Daten                                |
| ---------------------- | ----------------------------------- | ------------------------------------ |
| Besatzung              | 2                                   | 2                                    |
| Passagiere (typ./max.) | 8/12                                | 8/12                                 |
| Länge                  | 20,74 m                             | 20,74 m                              |
| Spannweite             | 19,25 m                             | 21,50 m                              |
| Höhe                   | 6,74 m                              | 6,44 m                               |
| Kabinenhöhe            | 1,83 m                              | 1,83 m                               |
| Kraftstoffkapazität    |                                     | 7251 kg                              |
| max. Nutzlast          |                                     | 1815 kg                              |
| max. Startmasse        |                                     | 19.440 kg                            |
| Reisegeschwindigkeit   | Mach 0,82                           |                                      |
| Höchstgeschwindigkeit  | Mach 0,83 (863 km/h)                | Mach 0,83 (863 km/h)                 |
| Dienstgipfelhöhe       | ca. 14.000 m                        |                                      |
| Reichweite             | 5600 km                             | 7441 km                              |
| Triebwerke             | zwei Turbofans Honeywell HTF 7500 E | zwei Turbofans Honeywell AS-907-3-1E |
| max. Schub             |                                     | 2 × 33,5 kN                          |
| Avionik                |                                     | Rockwell Collins Pro Line Fusion     |

## Vergleichbare Typen
- Bombardier Challenger 350
- Cessna Citation X+
- Dassault Falcon 2000LXS
- Gulfstream G280